# Jiří Dienstbier (1969)
Jiří Dienstbier (Washington D.C., 27 maio 1969) é um político e advogado checo. Ocupou o cargo de senador de seu país, e é vice-presidente do Partido Social-Democrata Tcheco.
Em março de 2011, ganhou a eleição para o Senado (câmara mais alta do parlamento Checo) para o Senado do Distrito 30 – Kladno. Recebeu o madato que permaneceu vago após a morte do seu pai, ex-Ministro dos Negócios Estrangeiros da Checoslováquia, Jiří Dienstbier.
Jiří Dienstbier é o candidato oficial à presidência da República Checa para as próximas eleições. Na República Checa, em 2013, esta será a primeira eleição presidencial direta.
Jiří Dienstbier tem uma esposa, Jaroslava, com quem vive permanentemente numa relação conjugal. Juntamente tiveram um filho, Jiří, agora já adulto.
Envolvimento na Revolução de Veludo Em 1989, como estudante da Universidade Técnica Checa foi co-fundador da Associação de Estudantes, STUHA. Esta encontrou-se entre um dos organizadores da manifestação estudantil de 17 de novembro de 1989, manifestação que ao ser dispersada pela polícia tornou-se um catalisador para a Revolução de Veludo que aconteceu na Checoslováquia.
Na eleição de 1990 foi candidato como estudante ao Forum Civil e foi eleito deputado do parlamento Checo. Até ser eleito como senador trabalhou como advogado particular e dedicou-se também à política local em Praga.
Como apoiante de longa data do clube de futebol Bohemians 1905, perto do ano 2000 tornou-se um forte adversário da corrupção no clube. Co-fundador do clube de fãs Bohemians, clube que se tornou um dos co-proprietários do clube, Jiří é também vice-presidente do Bohemians 1905.